# Quận Bedford, Pennsylvania
Quận Bedford là một quận trong tiểu bang Pennsylvania, Hoa Kỳ. Quận lỵ đóng ở Bedford.. Theo điều tra dân số năm 2010 của Cục điều tra dân số Hoa Kỳ, quận có dân số 49.762 người.2

## Địa lý
Theo Cục điều tra dân số Hoa Kỳ, quận có diện tích 2634 km², trong đó có 12 km2 là diện tích mặt nước.